# A Farewell to Kings
A Farewell to Kings ist das fünfte Studioalbum der kanadischen Rockband Rush und erschien im Jahr 1977.
Das Album beinhaltet sowohl komplexe und instrumentenlastige Stücke wie „Xanadu“ und „Cygnus X-1 (Book I – The Voyage)“ als auch geradlinigere Stücke der Band wie „Cinderella Man“, das Titelstück. „Closer to the Heart“ und „Madrigal“ runden als Balladen das Album ab. Synthesizereinsätze wurden immer mehr fester Bestandteil der Musik von Rush und ergänzten die Gitarrenarbeit Alex Lifesons. Zusammen mit dem Rickenbacker-Bass und dem kongenialen Schlagzeugspiel von Neil Peart hatte die Band nun den Sound für die nächsten Jahre gefunden.
„Xanadu“ basiert auf dem Gedicht Kubla Khan von Samuel Taylor Coleridge und meint das sagenumwobene Schloss Xanadu des mongolischen Herrschers. Im Liedtext werden die Schauplätze und wundersamen Orte wie im Gedicht beschrieben.
„Cygnus X-1, Book I: The Voyager“ handelt von einer Reise in deren Verlauf der Protagonist in seinem Raumschiff „Rosinante“ durch das Weltall und endlich in ein Schwarzes Loch gelangt. Die Klänge und Melodien hören sich nach einer fremden Welt an, und die Bassline zu Beginn klingt, als würde sie wahrlich durch den Kosmos herumschwirren. Auf dem folgenden Album Hemispheres wird die Saga in „Cygnus X-1, Book II: Hemispheres“ fortgesetzt.

## Rezeption
Die britische Musikzeitschrift Classic Rock kürte A Farewell to Kings im Juli 2010 zu einem der 50 Musikalben, die den Progressive Rock geprägt haben.

## Titelliste
1. A Farewell to Kings – 5:53
2. Xanadu – 11:07
3. Closer to the Heart – 2:55
4. Cinderella Man – 4:22
5. Madrigal – 2:36
6. Cygnus X-1, Book I: The Voyage – 10:22

## Besetzung
- Geddy Lee – Bass, 12-saitige Gitarre, Mini Moog, Basspedal-Synthesizer, Gesang
- Alex Lifeson – 6- und 12-saitige E- und Akustikgitarren, klassische Gitarre, Basspedal-Synthesizer
- Neil Peart – Schlagzeug, Percussion